# 미구회람실기

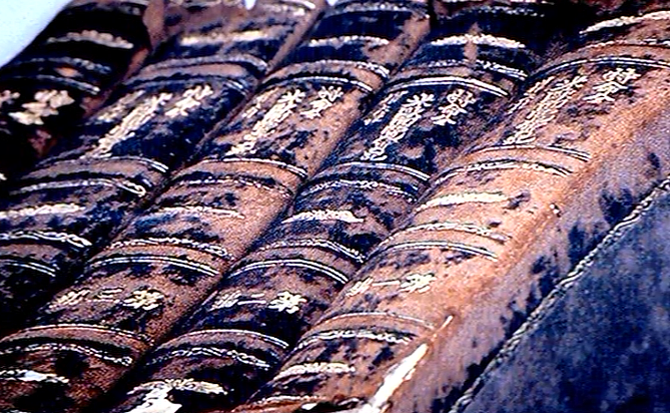
미구회람실기 원본

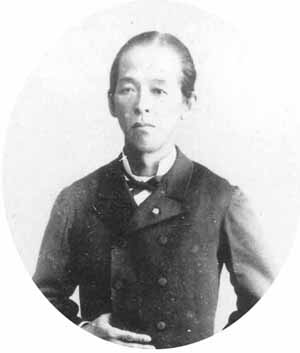
구메 구니타케

미구회람실기(米欧回覧実記)는 1878년 이와쿠라 사절단으로 참가한 구메 구니타케가 저술한 견문 보고서이다. 이와쿠라 사절단은 메이지 4년(1871년 12월 23일)부터 메이지 6년(1873년 9월 13일)까지 1년 9개월(681일)을 소요하여 미국과 유럽의 12개 조약 체결국을 순방한 사절단이었으며, 특명 전권대사 이와쿠라 도모미를 필두로 메이지 신정부 정상과 수행원 등 총 46명으로 구성되었다. 미구회람실기는 사절단 서기관인 구메 구니다케 의해 편찬되어 1878년(메이지 11년)에 간행되었다. 중간에 회람을 중단한 스페인, 포르투갈 양국의 단축 등도 포함한 총 100권 (5편 5권)으로 구성되어 있다. 정식 명칭은 ‘특명 전권대사 미구회람실기’이며, 출간기에는 태정관 소위원장 구메 구니다케 편수, 메이지 11년 10월 간행, 어용간행소 긴자 욘초메 박문사로 나와 있다.

## 개요
이 책은 본격적인 흑배피의 흑갈색 표지의 양장본으로 각 편의 크기는 가로 15cm, 세로 20.5cm이다. 뒤쪽의 글자에는 《특명 전권 대사 미구회람실기》라고 금박 글자로 인쇄되어 있으며, 첫 편부터 제 5편까지 각 책에는 편수가 적혀있다. 전체의 구성은 다음과 같다.
- 안겉장 3p
- 범례 27p
- 목차 18p
- 제1편 미국 1 ~ 20권
- 제2편 영국 21 ~ 40권
- 제3편 유럽 (상) 41~60권 (프랑스, 벨기에, 네덜란드, 프로이센)
- 제4편 유럽 (중) 61~81권 (러시아, 덴마크, 스웨덴, 남북 독일, 이탈리아, 오스트리아)
- 제5편 유럽 (하) 82~100권 (빈 만국박람회, 스위스, 프랑스, 스페인, 포르투갈, 유럽 총론), 귀항 일정

처음부터 사절단의 견문을 널리 국민에게 알려야 한다고 생각하고 있었던 이와쿠라 대사는 구메 구니다케를 일종의 수행원 기자로 참여시켰다. 구메는 그 요청에 따라 일상 견문을 기록하고, 귀국 후 각 부처의 이사관 보고서도 열람하면서 이 기록을 마무리하게 되었다. 2005년 미즈사의 역주 「현대어 번역 특명 전권 대사 미구회람실기」가 간행되었고, 미즈는 그 서문에서 다음과 같이 말하고 있다.
서양에서는 정부는 국민의 공적 기관이며, 사절은 국민의 대리인이라고 알고 있다. 각국의 관민이 우리 사신을 친절하게 맞이한 것은 즉 우리나라의 국민과 친해지고 싶었기 때문이며 그 산업의 상황을 그대로 보여준 것은 즉 그 산물을 우리 국민에게 애용했으면 좋겠다고 생각했기 때문이다. 그래서 이와쿠라 대사는 이 대우의 친절을 존중하고 우리 사절이 견문한 것에 대해 이를 가능한 한 대중들에게 없어서는 안된다고 생각 서기관 하다케야마 요시나리(당시는 스기우라 고죠라고 칭하고 있었다)와 구메 구니다케 두 사람에게 항상 자신을 동행하여 시찰한 것에 대해 조사하고 기록할 것을 지시했다. 이것이 문서 편집의 본래의 취지이며, 공적인 목적 중 하나이다.

## 관련 도서
- 《특명전권대사 미구회람실기》소명출판, 2011년, 정애영 역,  ISBN : 9788956266350

## 같이 보기
- 이와쿠라 사절단